# Ralytupa virgulta
Ralytupa virgulta är en tvåvingeart som beskrevs av Loïc Matile 1975. Ralytupa virgulta ingår i släktet Ralytupa och familjen platthornsmyggor.
Artens utbredningsområde är Ghana. Inga underarter finns listade i Catalogue of Life.